# 平野裕加里とボビーのラジオでGo!Go!Go!!
平野裕加里とボビーのラジオでGo! Go! Go!!（ひらのゆかりとボビーのラジオでゴーゴーゴー）は、CBCラジオで放送されていたラジオ番組である。毎週土曜17:00〜20:00放送。2017年4月1日放送開始、2018年3月31日終了。

## 概要
『土曜天国SUPER』でパーソナリティを務めた平野裕加里とボビーが再びコンビを組み、地元出身者同士ならではの名古屋弁がぽんぽん飛び交うトークバラエティ。

## 出演者
- 平野裕加里
- ボビー（ボビー宇野） - この番組に限らず、CBCラジオでは「ボビー」名義で出演している。

2人のコンビによるレギュラー番組は9年ぶりで、当番組開始の1年前に「ザ・土曜天国」で8年ぶりに共演し、以降ピンチヒッターや特別番組などで幾度かの共演機会が持たれた。

## 放送時間
いずれもJST。
- 毎週土曜日 17:00 - 19:30
  - 『CBCドラゴンズサタデー』がある場合は短縮となり、前番組「中野浩一のフリートーク」を放送してからスタートする（新聞のラジオ欄では、『中野浩一のフリートーク』が17:00からの放送となることを想定して17:15スタートとしている）。
  - 番組開始より2017年9月末までは20:00放送終了であった。

## コーナー
- ボビーでございます
  - リスナーからのグルメ情報を、ボビーが自ら足を運び取材する。事前録音を交えて進行し、スタジオに取り寄せ生で試食することもある。
- テレビはGo!
  - 平野の土曜に担当してきた番組では恒例となっていたドラマ談義コーナー。CBCで放送されているドラマのその週の話について、大のテレビウォッチャーのボビーが仕切り2人で大いに語り合う。
- 裕加里の部屋
  - 平野裕加里によるコラム、またはゲストとのトーク。
- がんばる、あなたにGo! Go! Go!!
  - 地元のスポーツ選手やリスナー、家族など、頑張っている人に向けてエールを送る。
- お願い、ボビー一課長
  - リスナーが普段言えない一言を、ボビーがドラマ『小さな巨人』の香川照之演じる小野田義信のモノマネで代わりに叫ぶ
- ウィークエンドネットワーク
  - TBSラジオの番組